# ブレット・キャメロン
ブレット・キャメロン（Brett Cameron、1996年10月4日 - ）は、スーパーラグビー・ハリケーンズに所属するラグビー選手。

## プロフィール
- ニュージーランド・ワンガヌイ出身[1]。
- ポジションはスタンドオフ(SO)。
- 身長 171cm、体重 82kg
- ニュージーランド代表キャップは1（2021年10月現在）。

## 略歴
カンダベリー、クルセイダーズ、マナワツを経て、2021年、日本製鉄釜石シーウェイブスに加入。
2022年1月16日に行われたJAPAN RUGBY LEAGUE ONE第1節三重ホンダヒート戦にて先発出場で日本での公式戦初出場を果たした。同年7月、ハリケーンズに加入。